# Aglaoschema mourei
Aglaoschema mourei là một loài bọ cánh cứng trong họ Cerambycidae.